# Lý Khánh Hồng
Lý Khánh Hồng (sinh ngày 30 tháng 9 năm 1957) là một thẩm phán và chính trị gia người Việt Nam. Ông từng là Phó Chánh án Tòa án nhân dân cấp cao tại Thành phố Hồ Chí Minh (2015-2018), Chánh tòa Tòa dân sự Tòa án nhân dân tối cao, Trưởng ban Ban Thư ký Tòa án nhân dân tối cao, Chánh án Tòa án nhân dân tỉnh Vĩnh Long, Giám đốc Sở tư pháp tỉnh Vĩnh Long, đại biểu Quốc hội Việt Nam khóa X. Ông thuộc đoàn đại biểu Vĩnh Long.

## Xuất thân
Ông sinh ngày 30 tháng 9 năm 1957, người dân tộc Kinh, không theo tôn giáo nào. Ông quê quán ở xã Tân Mỹ, huyện Trà Ôn, tỉnh Vĩnh Long.

## Giáo dục
Trình độ chuyên môn: Cử nhân Luật, cử nhân Hành chính (đều hệ tại chức)

## Sự nghiệp
Từ 1997 đến 2002, ông là đại biểu Quốc hội Việt Nam khóa X tỉnh Vĩnh Long, đồng thời lần lượt giữ các chức vụ Phó Giám đốc Sở tư pháp, Tỉnh uỷ viên, Giám đốc Sở tư pháp tỉnh Vĩnh Long.
Ông chuyển sang công tác tại ngành Tòa án từ tháng 1 năm 2006, giữ chức vụ Chánh án Tòa án nhân dân tỉnh Vĩnh Long, Bí thư ban cán sự Đảng, Bí thư Đảng ủy cơ quan. Từ tháng 01/2013 đến ngày 20 tháng 2 năm 2014, ông Hồng là Trưởng Ban thư ký- Thẩm phán Tòa án nhân dân tối cao, Bí thư chi bộ Ban thư ký.
Chiều ngày 20 tháng 2 năm 2014, ông là một trong ba người được Chánh án Tòa án nhân dân tối cao Trương Hòa Bình đề cử làm thành viên Hội đồng Thẩm phán Tòa án nhân dân tối cao (hai người kia là Lê Văn Minh và Nguyễn Anh Tiến), nhưng bị Ủy ban Tư pháp của Quốc hội bác với lí do ông chưa phải là Thẩm phán Tòa án nhân dân tối cao đã được Quốc hội phê chuẩn.
Tháng 7 năm 2015, ông được bổ nhiệm chức vụ Phó Chánh án Tòa án nhân dân cấp cao tại Thành phố Hồ Chí Minh.
Đầu năm 2018, ông nghỉ hưu theo chế độ.